# ジャン＝シルヴァン・ババン
ジャン＝シルヴァン・クロード・ババン（Jean-Sylvain Claude Babin, 1986年10月14日 - ）は、マルティニーク人サッカー選手。スペインのアビレス所属。サッカーマルティニーク代表。ポジションはディフェンダー（センターバック）。

## 経歴
エソンヌ県コルベイユ＝エソンヌに生まれ、LBシャトールーのユースで育成され、Bチームでデビューを果たした。
2007年8月30日、FCマルティーグに期限付き移籍。 移籍期間終了後、シャトールーに戻った。
2008年7月14日、スペイン3部のルセーナCFに移籍。
2010年8月2日、新たにセグンダ・ディビシオンに昇格したADアルコルコンに移籍。8月29日、1-1と引き分けたアウェーのアルバセテ・バロンピエ戦でデビュー。
2011年10月22日、ホームで行われたレクレアティーボ・ウェルバ戦で初ゴールを決め2-1の勝利に貢献した。2011-12シーズンは、リーグを4位で終えて昇格プレーオフに進出したものの、昇格はできなかった。
2014年6月9日、4年契約でグラナダCFに移籍。8月23日に行われたデポルティーボ・ラ・コルーニャ戦でラ・リーガデビューを果たすと、決勝点となるゴールを記録し、2-1の勝利に貢献した。
2016年8月4日、3年契約でスポルティング・デ・ヒホンに移籍。

## 代表歴
フランス出身だが代表ではマルティニーク代表を選択。2013 CONCACAFゴールドカップのグループステージ初戦のカナダ戦で初キャップを記録。90分フル出場を果たし、1-0の勝利に貢献した。